# Hirunkit Changkham
Hirunkit Changkham (หิรัญกฤษฎิ์ ช่างคำ; nascido em 30 de outubro de 1997), apelidado de Nani (นานิ) é um ator, cantor e modelo tailandês. Ele é conhecido por seu papel como MJ em F4 Thailand: Boys Over Flowers e Shin em High School Frenemy.

## Início da vida
Hirunkit nasceu em Chiang Mai, Tailândia em 30 de outubro de 1997. Ele se formou na Chiang Mai Thepbodint School e na Dara Academy e atualmente estuda ciências políticas na Universidade Ramkhamhaeng.

## Carreira e avanço
Em 2021, Hirunkit fez sua estreia como ator como "MJ Methas Jarustiwa" (Akira Mimasaka) na série F4 Thailand: Boys Over Flowers, uma adaptação tailandesa do mangá japonês Hana Yori Dango de Yoko Kamio. Em 16 de setembro de 2020, a GMMTV fez o anúncio oficial sobre a seleção do elenco. A série foi um grande sucesso no mercado internacional e ficou em primeiro lugar no "Top Thai Romance Series" para assistir online. Seu papel na série recebeu uma resposta positiva.
Em 2022, Hirunkit teve uma participação de sucesso nos concertos musicais "Shooting Star" e "F4 Fanmeets", em países do Sudeste Asiático, junto com seus colegas de elenco do F4 Thailand.
Em 2023, Hirunkit estrelou duas novas séries Home School e Wednesday Club.
Em 27 de abril de 2024, ele sofreu ferimentos durante as filmagens de High School Frenemy. Ele foi submetido a uma cirurgia hospitalar para fratura nasal e corte na sobrancelha.

## Endossos
Em 21 de março de 2023, Nani foi um convidado famoso durante a boutique da Ferragamo, para celebrar a coleção primavera/verão 2023 da marca de luxo em Kuala Lumpur, Malásia. Ele aparece frequentemente na Mint, Harper's Bazaar, L'Officiel Hommes, Elle e é um rosto renomado na indústria da moda. Ele foi modelo para Prada, Gucci, Dior, Burberry, Versace, Vivienne Westwood Tailândia, Louis Vuitton e muitos mais. Em maio de 2023, ele tinha mais de 3,4 milhões de seguidores no Instagram. Ele tem sua própria marca de roupas, a "Hannah". Em 21 de setembro de 2023, Nani foi convidado para a semana de moda feminina da coleção primavera/verão 2024 da Emporio Armani em Milão, Itália.

## Filmografia

### Cinema
| Ano  | Título           | Personagem | Notas            |
| ---- | ---------------- | ---------- | ---------------- |
| 2016 | The Rain Stories | John       | Papel recorrente |

### Séries de televisão
| Ano  | Título                         | Personagem                     | Notas           | Canal               |
| ---- | ------------------------------ | ------------------------------ | --------------- | ------------------- |
| 2021 | F4 Thailand: Boys Over Flowers | "MJ" Methas Jarustiwa          | Papel principal | GMM 25              |
| 2023 | Home School                    | Tibet                          | Papel principal | GMM 25, Prime Video |
| 2023 | Wednesday Club                 | Palee                          | Papel principal | GMM 25              |
| 2024 | High School Frenemy            | "Shin" Naruebet Ittiwat        | Papel principal | GMM 25              |
| TBA  | Mu-Te-Luv: Not Your Father     |                                | Papel principal | GMM 25              |
| TBA  | Wu                             | "Pete" Jiraphat Phruetchaianan | Papel principal | GMM 25              |

### Aparições em videoclipes
| Ano  | Título                | Artista       |
| ---- | --------------------- | ------------- |
| 2022 | "Good Bye (กลับก่อนนะ)" | Ink Waruntorn |

### Webséries
| Ano  | Título                                  | Personagem | Notas           |
| ---- | --------------------------------------- | ---------- | --------------- |
| 2025 | The Racing Track เพราะเรา... สนามนี้ไม่มีแพ้ | CEO        | Friends of Grab |

## Discografia

### Singles

#### Colaborações
| Ano  | Título                                        |
| ---- | --------------------------------------------- |
| 2025 | "แค่เรียกหา (Call My Name)" (com Sky Wongravee) |

#### Aparições em trilhas sonoras
| Ano  | Título                                 | Álbum                                 |
| ---- | -------------------------------------- | ------------------------------------- |
| 2022 | "Who Am I" (com Bright, Win, Dew)      | OST de F4 Thailand: Boys Over Flowers |
| 2022 | "Shooting Star" (com Bright, Win, Dew) | OST de F4 Thailand: Boys Over Flowers |
| 2022 | "Best Life"                            | OST de F4 Thailand: Boys Over Flowers |
| 2024 | "ไม่ทิ้งกัน (Promise)" (com Sky Wongravee) | OST de High School Frenemy            |

## Prêmios e indicações
| Ano  | Associações                        | Categoria                                                       | Nomeações   | Resultado |
| ---- | ---------------------------------- | --------------------------------------------------------------- | ----------- | --------- |
| 2022 | Content Asia Awards                | Melhor Canção Original para um Programa de TV ou Filme Asiático | "Who Am I"  | Indicado  |
| 2022 | 27th Asian Television Awards       | Melhor Música Tema                                              | "Who Am I"  | Indicado  |
| 2022 | Asian Academy Creative Awards 2022 | Melhor Música Tema (Tailândia)                                  | "Who Am I"  | Venceu    |
| 2023 | 14th Nataraja Awards               | Melhor Elenco                                                   | F4 Thailand | Indicados |